# Teofilo di Cesarea in Palestina
Teofilo (... – Cesarea marittima, 195) è stato un vescovo romano.

## Biografia
È stato il terzo vescovo di Cesarea marittima attorno al 189.
Prese parte ad un sinodo riunito in Palestina per discutere della Pasqua e scrisse un'importante lettera contro i Quartodecimani.

## Culto
È commemorato il 5 marzo:
(Martirologio Romano:)